# Geografía crítica

Mapamundi 1572.

La geografía crítica (también llamada geografía radical) es una corriente de la Geografía humana que se basa principalmente en la Teoría crítica (Escuela de Frankfurt) para su análisis geográfico. Surgió durante las décadas de 1970 y 1980 como respuesta a las tendencias neopositivistas dentro de la geografía y suele situarse en sus orígenes junto a la Geografía del Comportamiento y a la Geografía Humanista. Sus límites a otras corrientes geográficas actuales, tales como la Nueva Geografía Cultural, la Geografía social o la ya mencionada geografía humanista, no están siempre bien definidos y ello es motivo de reiteradas discusiones teóricas.
Entre uno de sus precursores y mayores referentes hasta la actualidad puede nombrarse al geógrafo inglés David Harvey. Unos de sus máximos exponentes en el mundo no anglosajón fue el geógrafo marxista brasileño Milton Santos. Otros geógrafos influyentes en esta escuela son el francés Yves Lacoste y el español Horacio Capel.